# Pedicularis takpoensis
Pedicularis takpoensis är en snyltrotsväxtart som beskrevs av Tsoong. Pedicularis takpoensis ingår i släktet spiror, och familjen snyltrotsväxter. Inga underarter finns listade i Catalogue of Life.